# Maurits Lammertink
Maurits Lammertink (Wierden, 31 agosto 1990) è un ex ciclista su strada olandese.
Professionista dal 2012 al 2021, si è aggiudicato il Tour de Luxembourg 2016.

## Carriera
Passato professionista molto giovane (a 22 anni) con il team Vacansoleil-DCM, torna l'anno successivo a correre nelle categorie inferiori nella squadra Continental Jo Piels. Nel 2015 ritorna al professionismo firmando con la Roompot.
Nel 2016 si è aggiudicato la classifica finale del Tour de Luxembourg, grazie a tre secondi posti nel prologo, nella seconda e nella quarta tappa.

## Palmarès
- 2011 (Cyclingteam Jo Piels, una vittoria)

4ª tappa Giro della Repubblica Ceca (Olomouc > Olomouc)
- 2012 (Cyclingteam Jo Piels, tre vittorie)

PWZ Zuidenveldtour
1ª tappa Carpathian Couriers Race (? > Tuchów)
Classifica generale Carpathian Couriers Race
- 2014 (Cyclingteam Jo Piels, cinque vittorie)

Circuit de Wallonie
Parel van de Veluwe
Rund um den Elm
4ª tappa Czech Cycling Tour (Olomouc > Dolany)
5ª tappa Dookoła Mazowsza (Wysocko > Łomża)
- 2015 (Roompot, una vittoria)

4ª tappa Tour du Limousin (Aixe-sur-Vienne > Limoges)
- 2016 (Roompot, una vittoria)

Classifica generale Tour de Luxembourg
- 2017  (Team Katusha, una vittoria)

3ª tappa Giro del Belgio (Ans > Ans)

### Altri successi
- 2016 (Roompot)

Classifica giovani Tour de Luxembourg

## Piazzamenti

### Grandi Giri
- Giro d'Italia

2013: 155º
2018: 41º
- Tour de France

2017: 75º
- Vuelta a España

2018: non partito (8ª tappa)

### Classiche monumento
- Giro delle Fiandre

2020: ritirato
- Liegi-Bastogne-Liegi

2015: 49º
2016: 49º
2017: 44º
2018: 21º
2021: 106º
- Giro di Lombardia

2013: ritirato
2017: 100º
2018: 89º

### Competizioni europee
- Campionati europei su strada

Herning 2017 - In linea Elite: 56º
Glasgow 2018 - In linea Elite: 10º